# Xã Sugar Camp, Quận Cleburne, Arkansas
Xã Sugar Camp (tiếng Anh: Sugar Camp Township) là một xã thuộc quận Cleburne, tiểu bang Arkansas, Hoa Kỳ. Năm 2010, dân số của xã này là 427 người.